# Stratton (Nebraska)
Stratton és una població dels Estats Units a l'estat de Nebraska. Segons el cens del 2000 tenia 396 habitants.

## Demografia
Segons el cens del 2000, Stratton tenia 396 habitants, 174 habitatges, i 116 famílies. La densitat de població era de 339,8 habitants per km².
Dels 174 habitatges en un 24,7% hi vivien nens de menys de 18 anys, en un 59,8% hi vivien parelles casades, en un 5,7% dones solteres, i en un 32,8% no eren unitats familiars. En el 31,6% dels habitatges hi vivien persones soles el 23,6% de les quals corresponia a persones de 65 anys o més que vivien soles. El nombre mitjà de persones vivint en cada habitatge era de 2,28 i el nombre mitjà de persones que vivien en cada família era de 2,85.
Per edats la població es repartia de la següent manera: un 22,7% tenia menys de 18 anys, un 4,5% entre 18 i 24, un 18,4% entre 25 i 44, un 25% de 45 a 60 i un 29,3% 65 anys o més.
L'edat mediana era de 47 anys. Per cada 100 dones de 18 o més anys hi havia 87,7 homes.
La renda mediana per habitatge era de 25.375 $ i la renda mediana per família de 32.656 $. Els homes tenien una renda mediana de 18.500 $ mentre que les dones 17.250 $. La renda per capita de la població era de 15.139 $. Aproximadament el 8,4% de les famílies i el 12,7% de la població estaven per davall del llindar de pobresa.

## Poblacions més properes
El següent diagrama mostra les poblacions més properes.